# 吉見 (佐倉市)
吉見（よしみ）は、千葉県佐倉市の大字。郵便番号285-0834。

## 地理
北は飯重、東は羽鳥、南は四街道市亀崎、南西は四街道市千代田、四街道市内黒田、西は生谷、北西は染井野に隣接している。
飛び地があり、染井野、飯重に隣接している。

## 世帯数と人口
2017年（平成29年）10月31日現在の世帯数と人口は以下の通りである。
| 大字 | 世帯数  | 人口  |
| ---- | ------- | ----- |
| 吉見 | 286世帯 | 814人 |

## 小・中学校の学区
市立小・中学校に通う場合、学区は以下の通りとなる。
| 地域 | 小学校               | 中学校               |
| ---- | -------------------- | -------------------- |
| 全域 | 佐倉市立千代田小学校 | 佐倉市立臼井南中学校 |

## 施設
- 佐倉市立千代田小学校
- 吉見光の子保育園
- 光自治会館
- 飯郷区民会館
- 野田区民館
- 万福寺
- 少林寺堂
- 熊野神社
- 飯綱神社
- 住吉神社